# Hirne
Hirne (en ukrainien : Гірне, en russe : Горное, Gornoïe) est une commune urbaine de l'est de l'Ukraine, dans l'oblast de Donetsk, dépendante du raïon de Donetsk. Sa population s'élevait en 2019 à 3307 habitants.

## Géographie
La commune se situe à l'ouest de la rivière Krynka, bien qu'elle n'en soit pas riveraine, et appartient au bassin versant du fleuve côtier Mious. Elle se trouve à 30 km à l'est de la ville de Donetsk.